# Catillon-Fumechon
Catillon-Fumechon é uma comuna francesa na região administrativa de Altos da França, no departamento de Oise. Estende-se por uma área de 13,31 km². Em 2010 a comuna tinha 550 habitantes (densidade: 41,3 hab./km²).